# Gigantopecten ligerianus
Espèce
Gigantopecten ligerianus est une espèce éteinte de mollusques bivalves de la famille des Pectinidae. Elle est aussi anciennement dénommée comme Chlamys albina ou encore Pecten ligerianus.

## Description
Parmi les diverses espèces de grands pectinidés néogènes de l'ouest de la France, attribués précédemment à différents genres, Madeleine Bongrain en 2003 distingue deux Gigantopecten (Gigantopecten ligerianus et Gigantopecten gigas) de Flabellipecten solarium. Ce dernier ayant souvent été confondu avec Gigantopecten gigas.
À ce propos, elle indique un véritable « imbroglio ayant pour origine Lamarck lui-même. Cet imbroglio n’a fait que se compliquer au cours des décennies jusqu’à très récemment (Moisescu, 1994) ».

## Sources
- Fossiles, revue, n°30, 2017. Les fossiles oligocènes-miocènes des environs de Rennes.